# Rio São José dos Dourados
Rio São José dos Dourados är ett vattendrag i Brasilien.   Det ligger i delstaten São Paulo, i den södra delen av landet, 600 km sydväst om huvudstaden Brasília.
Omgivningarna runt Rio São José dos Dourados är en mosaik av jordbruksmark och naturlig växtlighet. Runt Rio São José dos Dourados är det ganska glesbefolkat, med 50 invånare per kvadratkilometer.